# Vilatritols
Vilatritols (en francès Villetritouls) és un municipi francès situat al departament de l'Aude i a la regió d'Occitània.